# Symploce larvata
Symploce larvata är en kackerlacksart som först beskrevs av Hanitsch 1929.  Symploce larvata ingår i släktet Symploce och familjen småkackerlackor. Inga underarter finns listade i Catalogue of Life.